# Арресифес
Арресифес (исп. Arrecifes) — город в Аргентине в провинции Буэнос-Айрес. Административный центр муниципалитета Арресифес.

## История
Первые жители в том месте, где дорога в Чили и Верхнее Перу пересекала реку Арресифес, появились ещё в 1600-х годах. В XVIII веке здесь была построена церковь, а уже к концу XVIII века был сформирован муниципалитет. В 1882 году сюда пришла железная дорога.

## Спорт
Арресифес считается столицей аргентинского автоспорта.

## Знаменитые жители
- Мигель Хуарес Сельман (1844—1909) — президент Аргентины в 1886—1890 годах.
- Олимпийский чемпион футболист Пабло Сабалета провёл в Арресифесе своё детство.
- Хосе Фролайн Гонсалес (1922—2013) — автогонщик, участник Формулы-1.
- Норберто Фонтана (р.1975) — автогонщик, участник Формулы-1.